# Conlie
Conlie és un municipi francès situat al departament del Sarthe i a la regió de País del Loira. L'any 2007 tenia 1.795 habitants.

## Demografia

### Població
El 2007 la població de fet de Conlie era de 1.795 persones. Hi havia 786 famílies de les quals 236 eren unipersonals (76 homes vivint sols i 160 dones vivint soles), 277 parelles sense fills, 225 parelles amb fills i 48 famílies monoparentals amb fills.
La població ha evolucionat segons el següent gràfic:
Habitants censats

### Habitatges
El 2007 hi havia 874 habitatges, 792 eren l'habitatge principal de la família, 29 eren segones residències i 52 estaven desocupats. 798 eren cases i 73 eren apartaments. Dels 792 habitatges principals, 503 estaven ocupats pels seus propietaris, 268 estaven llogats i ocupats pels llogaters i 21 estaven cedits a títol gratuït; 4 tenien una cambra, 45 en tenien dues, 151 en tenien tres, 246 en tenien quatre i 346 en tenien cinc o més. 580 habitatges disposaven pel capbaix d'una plaça de pàrquing. A 371 habitatges hi havia un automòbil i a 291 n'hi havia dos o més.

### Piràmide de població
La piràmide de població per edats i sexe el 2009 era:
| Homes | Edats   | Dones |
| ----- | ------- | ----- |
| 0     | 95 o +  | 0     |
| 4     | 90 a 94 | 20    |
| 12    | 85 a 89 | 28    |
| 16    | 80 a 84 | 24    |
| 52    | 75 a 79 | 68    |
| 52    | 70 a 74 | 44    |
| 52    | 65 a 69 | 68    |
| 64    | 60 a 64 | 64    |
| 32    | 55 a 59 | 40    |
| 48    | 50 a 54 | 52    |
| 24    | 45 a 49 | 52    |
| 56    | 40 a 44 | 36    |
| 68    | 35 a 39 | 68    |
| 44    | 30 a 34 | 52    |
| 48    | 25 a 29 | 40    |
| 36    | 20 a 24 | 28    |
| 56    | 15 a 19 | 48    |
| 72    | 10 a 14 | 44    |
| 48    | 5 a 9   | 32    |
| 28    | 0 a 4   | 24    |

## Economia
El 2007 la població en edat de treballar era de 998 persones, 741 eren actives i 257 eren inactives. De les 741 persones actives 671 estaven ocupades (351 homes i 320 dones) i 70 estaven aturades (33 homes i 37 dones). De les 257 persones inactives 108 estaven jubilades, 73 estaven estudiant i 76 estaven classificades com a «altres inactius».

### Ingressos
El 2009 a Conlie hi havia 835 unitats fiscals que integraven 1.882,5 persones, la mediana anual d'ingressos fiscals per persona era de 16.659 €.

### Activitats econòmiques
Dels 94 establiments que hi havia el 2007, 1 era d'una empresa extractiva, 2 d'empreses alimentàries, 1 d'una empresa de fabricació de material elèctric, 1 d'una empresa de fabricació d'altres productes industrials, 17 d'empreses de construcció, 18 d'empreses de comerç i reparació d'automòbils, 6 d'empreses de transport, 4 d'empreses d'hostatgeria i restauració, 7 d'empreses financeres, 4 d'empreses immobiliàries, 13 d'empreses de serveis, 13 d'entitats de l'administració pública i 7 d'empreses classificades com a «altres activitats de serveis».
Dels 41 establiments de servei als particulars que hi havia el 2009, 1 era una oficina d'administració d'Hisenda pública, 1 gendarmeria, 1 oficina de correu, 5 oficines bancàries, 2 funeràries, 3 tallers de reparació d'automòbils i de material agrícola, 1 taller d'inspecció tècnica de vehicles, 6 paletes, 1 guixaire pintor, 6 fusteries, 1 lampisteria, 1 electricista, 1 empresa de construcció, 4 perruqueries, 2 veterinaris, 2 restaurants, 2 agències immobiliàries i 1 saló de bellesa.
Dels 12 establiments comercials que hi havia el 2009, 2 eren supermercats, 1 una gran superfície de material de bricolatge, 1 una botiga de més de 120 m², 2 fleques, 1 una carnisseria, 1 una llibreria, 1 una botiga de roba, 1 una sabateria, 1 una joieria i 1 una floristeria.
L'any 2000 a Conlie hi havia 37 explotacions agrícoles que ocupaven un total de 1.600 hectàrees.

## Equipaments sanitaris i escolars
El 2009 hi havia 2 farmàcies i 1 ambulància.
El 2009 hi havia 2 escoles elementals. Conlie disposava d'un col·legi d'educació secundària amb 351 alumnes.

## Poblacions més properes
El següent diagrama mostra les poblacions més properes.